# Niagara (Schiff, 1913)
Die Niagara war ein 1913 in Dienst gestelltes Passagierschiff der neuseeländischen Reederei Union Steam Ship Company, das im Passagier- und Postverkehr von Neuseeland über den Pazifik nach Kanada eingesetzt wurde. Sie war eines der größten Schiffe ihrer Zeit unter neuseeländischer Flagge. Am 19. Juni 1940 sank die Niagara vor der neuseeländischen Nordinsel, nachdem sie auf eine Mine des deutschen Hilfskreuzers Orion gelaufen war.

## Das Schiff

Die Niagara in Auckland (ca. 1919).

Das Royal Mail Ship Niagara wurde für ihre neuseeländischen Eigner auf der Werft John Brown & Company im schottischen Clydebank gebaut. Sie entstand zur selben Zeit wie in Belfast die Titanic. Da die Niagara mit einer Vermessung von 13.415 BRT das bisher größte Schiff der Union Steam Ship Company war, erhielt sie schnell den Beinamen „Titanic of the Pacific“. Nach dem Untergang der echten Titanic wurde dies aber schnell in „Queen of the Pacific“ geändert.
Die Niagara war ein 159,93 Meter langes und 20,1 Meter breites Passagier- und Postschiff mit einem Tiefgang von 8,56 Metern. Sie hatte zwei Schornsteine, zwei Masten und drei Propeller und wurde von zwei vierzylindrigen Dreifachexpansions-Dampfmaschinen sowie einer Niederdruckturbine angetrieben, die eine Geschwindigkeit von 17 Knoten ermöglichten. Das Schiff konnte 290 Passagiere in der Ersten, 223 in der Zweiten und 191 in der Dritten Klasse befördern. Sie wurde für die Route Auckland–Suva–Honolulu–Vancouver gebaut.
Sie lief am 17. August 1912 vom Stapel, wurde am 12. März 1913 nach Sydney geliefert und lief von dort aus am 9. Mai 1913 zu ihrer Jungfernfahrt über Suva (Fidschi) und Honolulu (Hawaii) nach Vancouver (Kanada) aus. Unter den Passagieren auf der Jungfernfahrt befand sich unter anderen das australische Cricket-Team auf dem Weg zu ihrer Nordamerika-Tour. Die Niagara konnte große Mengen an Fracht transportieren und setzte neue Standards auf der Pazifikroute in Bezug auf Luxus und Geschwindigkeit. Die Räumlichkeiten der Ersten Klasse waren im Stil Ludwigs XVI. dekoriert und die Kabinen waren mit den damaligen Standards verglichen ungewöhnlich geräumig.

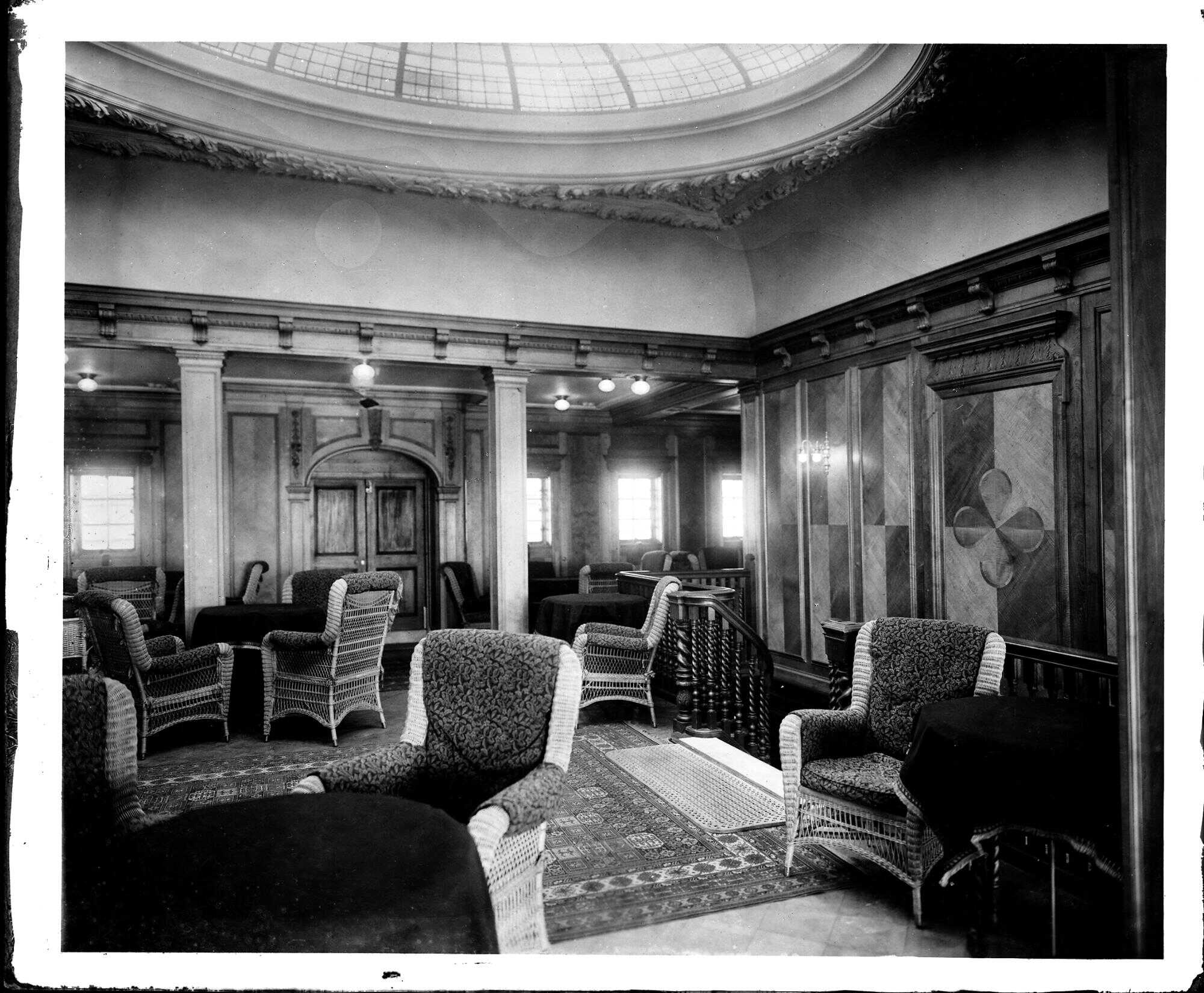
Der Rauchsalon der Ersten Klasse (ca. 1916).

1931 ging die Niagara an die Canadian Australasian Line über, die aus der Zusammenarbeit der Union Steam Ship Company und der Canadian Pacific Steamships Ltd. entstand.

## Versenkung
Am späten Dienstagabend, dem 18. Juni 1940 um 23.30 Uhr legte die Niagara unter dem Kommando von Kapitän William Martin mit 202 Besatzungsmitgliedern und 136 Passagieren an Bord in Auckland zu einer weiteren Überfahrt nach Vancouver ab. Martin führte das Schiff seit vier Jahren. Nur wenige Stunden nach der Abfahrt, am 19. Juni um 03.43 Uhr morgens, wurden Passagiere und Crew durch eine schwere Explosion geweckt. Die Niagara war bei der Landzunge Bream Head in der Nähe der Stadt Whangārei vor der Nordostküste der neuseeländischen Nordinsel auf eine Seemine gelaufen, die das Schiff auf Höhe des Frachtraums Nr. 2 an der Backbordseite getroffen hatte.
Die Mine war in der Nacht vom 13. auf den 14. Juni von dem deutschen Hilfskreuzer Orion gelegt worden. Die Niagara begann augenblicklich, nach backbord zu rollen. Kapitän Martin ließ sofort die wasserdichten Türen schließen und versuchte, das getroffene Schiff auf Grund laufen zu lassen, um so Passagiere und Ladung zu retten. Als er erkannte, dass er das Schiff nicht würde retten können, befahl der das Ausbooten.
Das Schiff sank auf der Position 35° 53′ S, 174° 54′ O in 120 Meter tiefem Wasser. Passagiere und Crew wurden von dem britischen Küstendampfer Kapiti und dem australischen Passagierdampfer Wanganella aufgenommen und an Land gebracht. Es gab keine Todesopfer zu beklagen.

## Das Gold
Mit dem Schiff war eine große Menge Gold der Bank of England untergegangen, die als Zahlung von Großbritannien an die Vereinigten Staaten im Gegenzug für Munition im Kampf gegen das nationalsozialistische Deutschland gedacht war. Die United Propriety Salvage Ltd., ein Bergungsunternehmen aus Melbourne, wurde gleich nach dem Untergang im Auftrag der HM Treasury mit der Bergung des Golds beauftragt. Das Team machte sich unter der Leitung des Kapitäns John P. Williams und des renommierten Tiefseetauchers John Edward Johnstone (1892–1976) an Bord des Küstendampfers Claymore an die Arbeit.
Die Operation begann am 15. Dezember 1940. Die Besatzung benötigte fast zwei Monate, bis sie das Wrack der Niagara entdeckte. Während der Suchphase stieß die Claymore zwei Mal auf nicht detonierte Minen und wäre fast selbst versenkt worden. Am 2. Februar 1941 wurde die Niagara schließlich gefunden, und die Bergungsarbeiten begannen. Die Mannschaft konnte insgesamt 555 Goldbarren bergen. Bei einer weiteren Expedition im April 1953, die ebenfalls unter der Leitung von John Edward Johnstone stattfand, wurden weitere 30 Barren gefunden, sodass bis heute (2014) nur noch fünf Barren unentdeckt sind.
Es handelte sich um das bis dahin in größter Tiefe erfolgte Bergungsunternehmen. Seit den Bergungsarbeiten am Wrack des 1922 untergegangenen britischen Ozeandampfers Egypt durch ein italienisches Unternehmen im Jahr 1930 im Ärmelkanal in 118 Metern Tiefe hatte kein derartiges Unternehmen in einer vergleichbaren Tiefe mehr stattgefunden. Nach Johnstones zweitem Versuch 1953 dauerte es über 30 Jahre, bis das Wrack erneut besucht wurde. 1986 unternahm Jacques-Yves Cousteau mit seinem Tauchboot Denise einen weiteren Tauchgang zum Wrack.